# The Daily Grind
The Daily Grind è il terzo EP della band skate punk No Use for a Name, il primo pubblicato con la Fat Wreck Chords.

## Tracce
1. Until It's Gone
2. Old What's His Name
3. Permanent Rust
4. Biomag
5. Countdown
6. Hazardous to Yourself
7. The Daily Grind
8. Feeding the Fire

## Formazione
- Tony Sly - voce, chitarra
- Robin Pfefer - chitarra
- Steve Papoutsis - basso
- Rory Koff - batteria